# Esquadrão N.º 75 da RAF
O Esquadrão N.º 75 da Real Força Aérea (RAF) foi uma unidade aérea estabelecida em Goldington, no dia 1 de outubro de 1916, como uma unidade de defesa aérea durante a Primeira Guerra Mundial. Foi criada dentro do Royal Flying Corps. Mais tarde, operou como uma unidade de bombardeamento durante a Segunda Guerra Mundial, antes de ser transferida para a Real Força Aérea Neozelandesa em 1945.